# Chrysochlamys glauca
Chrysochlamys glauca es una especie de arbusto perteneciente a la familia de las clusiáceas. Es originaria del noroeste de Sudamérica. Esta especie se caracteriza por sus flores y frutos pequeños y hojas con relativamente pocos nervios laterales.

## Descripción
Son arbustos o raramente árboles que alcanzan los 1–6 m de alto, con látex claro o ligeramente lechoso. Las hojas son  elípticas de 7–20 cm de largo y 27 cm de ancho, ápice y base agudos a acuminados, nervios laterales a 0.5–1.5 cm de distancia, desapareciendo hacia los márgenes, verde-grisáceas cuando secas; con pecíolos de 1–2.5 cm de largo. Las inflorescencias de 2–12 cm de largo, a menudo péndulas, glabras, con yemas florales de 4–6 mm de largo; los 2 sépalos externos iguales a marcadamente desiguales, más cortos que los internos; anteras de los estambres y estaminodios ovoides a más o menos globosos. El fruto es piriforme a globoso, de 1–2 cm de largo, crema a casi rojo, a menudo de dos tonos.

## Distribución y hábitat
Es una especie rara, se encuentra en los bosques húmedos, en el sur de la zona atlántica; a una altitud de 250–600 metros; en Nicaragua al noroeste de Sudamérica en Costa Rica y Panamá.

## Sinonimia
- Tovomitopsis glauca Oerst. et al.;
- Tovomita gracilis L.O.Williams
- Tovomita glauca (Oerst., Planch. & Triana) L.O.Williams
- Tovomitopsis multiflora Standl.[2]